# Jan Piński
Jan Zdzisław Piński (ur. 20 marca 1979 w Warszawie) – polski dziennikarz, publicysta i szachista, od 2012 do 15 listopada 2015 redaktor naczelny miesięczników „Uważam Rze” i „Uważam Rze Historia”. Od grudnia 2015 do 30 października 2017 redaktor naczelny „Gazety Finansowej”.

## Praca zawodowa
Od 1997 r. funkcjonuje w zawodzie dziennikarskim. Absolwent studiów politologii na Wydziale Dziennikarstwa i Nauk Politycznych Uniwersytetu Warszawskiego. Od lipca 2001 do lutego 2009 r. pracował w tygodniku „Wprost”. Specjalizował się w tematyce ekonomicznej i dziennikarstwie śledczym. Był autorem m.in. serii artykułów dotyczących afery Orlenu i interesów przedsiębiorstwa J&S oraz polskiego rynku farmaceutycznego. Od maja 2008 do lutego 2009 był szefem działu krajowego „Wprost”. W lutym 2009 powołany na stanowisko szefa „Wiadomości” TVP1. Od czerwca 2009 do 1 października 2009 dyrektor Agencji Informacji TVP.
W 2011 r. był redaktorem naczelnym tygodnika „Wręcz Przeciwnie”, założonego w opozycji do „Wprost” i wydawanego przez spółkę Sentret z udziałem Tomasza Sommera oraz jego firmy 3S Media. Później był szefem działu wiadomości portalu internetowego „Nowy Ekran”. Od końca listopada 2012 do 15 listopada 2015 był redaktorem naczelnym magazynu „Uważam Rze”. W grudniu 2015 został redaktorem naczelnym „Gazety Finansowej”. Współpracuje także z tygodnikiem „Najwyższy Czas!”. W październiku 2017 przestał pełnić funkcję redaktora naczelnego tygodnika „Gazeta Finansowa”, pozostaje jednak dziennikarzem tego tytułu.
Za pośrednictwem swojej spółki Instytut Zarządzania Informacją rozpoczął w 2016 r. wydawanie jako redaktor naczelny magazynów „Polska bez Cenzury” i „Historia bez cenzury”. W 2021 roku poszerzył ofertę wydawniczą o kwartalnik „Historia Ekspert”. Jest także wydawcą czasopisma „Historia na Weekend” i redaktorem naczelnym portalu Wieści24.pl.
W latach 2015–2020 publikował teksty na łamach „Warszawskiej Gazety”, którą opuścił w proteście przeciwko nazwaniu przez ten
tygodnik grupy europosłów antypolskimi politycznymi szmatami.

## Kariera szachowa
W 1995 r. zdobył w Żaganiu wicemistrzostwo Europy juniorów do 16 lat, natomiast w 1999 w Trzebini – brązowy medal mistrzostw Polski juniorów do 20 lat. W 1999 jedyny raz w karierze wystąpił w finale indywidualnych mistrzostw Polski, zajmując w Polanicy-Zdroju VIII miejsce. Również w 1999 r. Międzynarodowa Federacja Szachowa przyznała mu tytuł mistrza międzynarodowego. W 2001 zdobył tytuł drużynowego wicemistrza Polski (w barwach „Devo Maratonu” Łomża). Od 2002 r. w turniejach klasyfikowanych przez Międzynarodową Federację Szachową startuje bardzo rzadko.
Najwyższy ranking w karierze osiągnął 1 lipca 1999 roku, z wynikiem 2444 punktów zajmował wówczas 18. miejsce wśród polskich szachistów.
Pełni funkcję redaktora naczelnego miesięcznika „Panorama Szachowa”.

## Publikacje
- Sicilian Kalashnikov (ISBN 1-85744-257-1), wspólnie z Jacobem Aagaardem, Everyman Chess, 2001
- Classical Dutch (ISBN 1-85744-307-1), Everyman Chess, 2002
- The Four Knights (ISBN 1-85744-311-X), Everyman Chess, 2003
- The Two Knights Defence (ISBN 1-85744-283-0), Everyman Chess, 2004
- Italian Game and Evans Gambit (ISBN 1-85744-373-X), Everyman Chess, 2005
- The Benko Gambit (ISBN 91-975243-8-7), Quality Chess, 2005
- Atak f3!? w obronie Caro-Kann (ISBN 83-86407-48-4), wspólnie z Rafałem Przedmojskim, 2001
- Szybki kurs debiutów (ISBN 83-86407-38-7), wspólnie z Jerzym Konikowskim[21]
- Marsz Niepodległości, anatomia kłamstwa (ISBN 978-83-62908-19-6), Wydawnictwo Penelopa Sp. z o.o., 2011, redakcja
- Kamiński. Książka bohatera afery Pegasus (ISBN 978-83-957552-1-7), Wydawnictwo Instytut Zarządzania Informacją, 2021, wspólnie z Tomaszem Szwejgiertem

Tłumaczenie
- Ciężkie figury w akcji (ISBN 83-7243-453-0)

## Kontrowersje

### Powiązania z Pawłem Miterem i sprawa Mlekovity
W 2020 roku współpracownik Jana Pińskiego w portalu Wieści24.pl, dziennikarz Paweł Miter, został zatrzymany przez Centralne Biuro Śledcze Policji pod zarzutem próby wyłudzenia 4 mln zł od spółdzielni Mlekovita. Prokuratura zarzuciła mu, że – działając w zorganizowanej grupie przestępczej – groził publikacją kompromitujących materiałów, żądając w zamian zaniechania publikacji i przekazania pieniędzy. W 2023 roku Mlekovita zawarła z Miterem tajną ugodę, na mocy której spółka wycofała zarzuty, a prokuratura umorzyła sprawę z powodu „braku znamion czynu zabronionego”.
Podczas postępowania Miter zeznał, że Jan Piński był świadomy jego działań i informował go o zainteresowaniu służb specjalnych jego osobą.

### Współpraca z Tomaszem Szwejgiertem i środowiskiem służb specjalnych
Jan Piński współpracował zawodowo z Tomaszem Szwejgiertem – byłym funkcjonariuszem ABW i CBA, który działał jednocześnie jako przedsiębiorca w sektorze ochrony i hazardu. Obaj współtworzyli kwartalnik „Służby Specjalne”, w którego redakcji uczestniczyli m.in. Leszek Pietrzak (były członek komisji weryfikacyjnej WSI) i osoby powiązane ze środowiskiem Sławomira Janowicza – biznesmena oskarżanego o przestępczą działalność gospodarczą.
W 2017 roku Szwejgiert został zatrzymany przez CBA i oskarżony o wyłudzenie 10 mln zł podatku VAT. W trakcie dochodzenia obrońcy wskazywali, że był wcześniej inwigilowany z użyciem systemu Pegasus, aresztowany w sposób brutalny i przetrzymywany w represyjnych warunkach.
Artykuł Multibiznes pod specjalnym nadzorem. Jak służby i dziennikarze chronili interesy Sławomira J. opublikowany w „Gazecie Polskiej” (nr 42, 18 października 2017), podaje, że za rządów PO–PSL służby specjalne i media – w tym dziennikarze współpracujący z Pińskim – miały uczestniczyć w ochronie interesów Janowicza poprzez działania medialne, a także przez rozmowy i wywieranie nacisku na urzędników i menedżerów.
Działania te obejmowały również portal kulisy24.com, formalnie należący do Pawła Klimki – biznesmena z branży paliwowej powiązanego ze środowiskiem Janowicza i Szwejgierta. Publikowano tam materiały medialne służące interesom tych środowisk, również na rzecz klientów Romana Giertycha, z którym Piński był zawodowo związany.
Tomasz Szwejgiert był zarejestrowany w CBA jako współpracownik-rezydent, dysponujący funduszem operacyjnym i siecią informatorów. Według ustaleń CBA i publikacji śledczych, część jego operacji miała służyć interesom prywatnym i biznesowym środowiska Pińskiego. Sprawa była przedmiotem dochodzenia przez Prokuraturę Regionalną w Białymstoku.

### Zniesławienia
W kwietniu 2009 roku, w czasie gdy był redaktorem naczelnym Wiadomości TVP, kontrowersje w środkach masowego przekazu wzbudziło zwolnienie ówczesnej prowadzącej program Hanny Lis, które zostało odczytane jako kara za to, że dziennikarka nie wykonywała jego poleceń. W listopadzie 2021 roku Sąd Rejonowy Warszawa-Żoliborz skazał go nieprawomocnie na 3 tys. zł grzywny za pomówienie kpt. Tomasza Badowskiego, w którym oskarżał go o dopuszczanie się w trakcie misji wojskowej przestępstw seksualnych na dzieciach.
W 2022 roku został skazany z art. 212 Kodeksu karnego za zniesławienie Cezarego Gmyza, który w 2019 zamieścił na Twitterze – z dedykacją dla Stanisława Gawłowskiego – plakat „Żydzi, wszy, tyfus plamisty”. Wyroku tego nie podtrzymał jednak Sąd Okręgowy w Warszawie, który orzekł prawomocnie, że Jan Piński jest niewinny.
W maju 2023 roku Sąd Rejonowy Warszawa-Mokotów skazał go nieprawomocnie na trzy miesiące pozbawienia wolności w zawieszeniu i wpłatę 35 tys. zł na PCK w sprawie o zniesławienie redaktora naczelnego „Życia Stolicy” Tomasza Szostka, któremu na swoim profilu w serwisie społecznościowym Twitter zarzucał współpracę ze służbami specjalnymi używając wobec niego określenia „konfident”. W reakcji na to Tomasz Szostek wniósł sprawę o zniesławienie. W czerwcu 2023 roku Jan Piński wygrał proces z byłym funkcjonariuszem CBA Arturem Chodzińskim. Przedmiotem procesu była publikacja, w której wskazywano, że funkcjonariusz CBA sprowadził do delegatury CBA we Wrocławiu „prostytutkę”.

### Inne kontrowersje
W 2025 roku Jan Piński został publicznie skrytykowany przez dziennikarza śledczego Szymona Jadczaka za stosowanie kontrowersyjnych praktyk dziennikarskich. Zarzucano mu publikowanie materiałów opartych na anonimowych źródłach, wykorzystywanie zmanipulowanych treści oraz rozpowszechnianie informacji bez poparcia w faktach. Według zarzutów jego działalność medialna służyła niekiedy prowadzeniu personalnych kampanii wymierzonych w konkretnych dziennikarzy oraz redakcje, w tym m.in. Wirtualną Polskę